# Ophioscincus ophioscincus
A Cobra-skink de Barriga de Gema é um réptil Squamata da família Scincidae. Apesar de ser endêmica das florestas úmidas e matagais da Austrália ( mais especificamente no estado de Queensland), não corre risco de extinção pois é improvável que esteja em declínio pois não há grandes ameaças á espécie. Seu tamanho é consideravelmente diminuto em comparação com a maioria das cobras, cabendo perfeitamente na palma da mão de um adulto. Não há comércio envolvendo a espécie.